# Monaka
El monaka (最 中) és un tipus de wagashi (dolç japonès) fet amb un farcit de mongeta azuki entre dues neules primes i cruixents fets de mochi. Els neules poden ser quadrats, triangulars o tenir formes més elaborades: flor de cirerer, crisantem, etcètera. Es serveixen amb te, i la pasta d'azuki també pot incloure llavor de sèsam, nous i pastís d'arròs. Els monakas moderns també poden anar farcits de gelat.